# Яблонь-Ушинське
Яблонь-Ушинське (пол. Jabłoń-Uszyńskie) — село в Польщі, у гміні Високе-Мазовецьке Високомазовецького повіту Підляського воєводства.
Населення — 77 осіб (2011).
У 1975-1998 роках село належало до Ломжинського воєводства.

## Демографія
Демографічна структура станом на 31 березня 2011 року:
|          | Загалом | Допрацездатний вік | Працездатний вік | Постпрацездатний вік |
| -------- | ------- | ------------------ | ---------------- | -------------------- |
| Чоловіки | 34      | 7                  | 23               | 4                    |
| Жінки    | 43      | 14                 | 22               | 7                    |
| Разом    | 77      | 21                 | 45               | 11                   |